# Jaleshwar
Jaleshwar (auch Jaleswor) ist eine Stadt (Munizipalität) im Terai in Nepal.
Die Stadt bildet den Verwaltungssitz des Distriktes Mahottari in der Provinz Madhesh. Sie liegt unmittelbar an der indischen Grenze.
Das nordwestlich gelegene Village Development Committee Anakar wurde eingemeindet. Die Fläche beträgt 19 km².

## Einwohner
Bei der Volkszählung 2011 hatte die Stadt Jaleshwar (einschließlich Anakar) 29.224 Einwohner (davon 14.488 männlich) in 5193 Haushalten.